# Леми Трафо
„Леми Трафо“ е изцяло частна компания, основана през 1996 г. Седалището на компанията се намира на територията на Перник, в индустриалната зона на града. При създаването на компанията през 1996 г. основната дейност е търгуване с електрически материали, ремонт на трансформатори и електрически мотори. Впоследствие компанията се специализира в производството и изработването на транфсорматори.

## История
През 2004. година е създадено Trafo Control[ неясно? ] в Леми Трафо, което има за цел да провежда тестове на вече създадените трансформатори. През 2008 г., в резултат на сътрудничество между Леми Трафо и италианската компания „Ти Ем Си Трансформърс“, е планирано увеличение на продукцията. През 2009 г. е създадена и инсталирана линия за създаване на трансформатори.

## Дейност
„Леми Трафо“ се занимава с изработка и дизайн на трифазни трансформатори. Годишното производство на компанията е над 5000 трансформатора за територията на България. „Леми Трафо“ има производствени мощности от 18 000м2 в Перник, компанията доставя транфсорматори и в държави, които се намират на територията на Европа, Африка и Близкия Изток.